# アビティビ・テミスカマング地域
アビティビ・テミスカマング地域（アビティビ・テミスカマングちいき、仏：Abitibi-Témiscamingue）はカナダ・ケベック州の地方行政区の1つ。ケベック州の南西部の角にあり、西にオンタリオ州と面している。

## 行政区分
「同等地域（TE、郡に属さない独立市・単一層自治体）」であるルーアン・ノランダと、4つの上層自治体（MRC、郡にあたる）と79の下層自治体（市町村）がある。

### 同等地域
- ルーアン＝ノランダ（Rouyn-Noranda）

### 郡と主な市町村
- アビティビ郡（Abitibi）
  - アモス（Amos）
- アビティビ＝ウエスト郡（Abitibi-Ouest）
  - ラ・サール（La Sarre）
- ラ・ヴァレ＝ドゥ＝ロール郡（La Vallée-de-l'Or）[2]
  - ヴァル＝ドール（Val-d'Or）
- テミスカマング郡（Témiscamingue）
  - テミスカミング（Témiscaming）
  - ヴィル＝マリー（Ville-Marie）